# Lovers in Prague
Lovers in Prague (hangeul: 프라하의 연인 ; RR: Peurahaui Yeonin) est un drama télévisé sud-coréen sorti en 2005 dans lequel jouent Jeon Do-yeon, Kim Joo-hyuk, Kim Min-joon et Yoon Se-ah. Il a été diffusé sur SBS du 24 septembre au 20 novembre 2005 les samedis et dimanches à 21h45 durant 18 épisodes.
Ce drama est la deuxième entité de la trilogie Lovers de la scénariste Kim Eun-sook et du réalisateur Shin Woo-chul. Il est précédé par Lovers in Paris (2004) et est suivi par Lovers (2006), qui n'a pas eu lieu en Europe comme les deux précédents.

## Synopsis
La fille du président, Yoon Jae-hee (Jeon Do-yeon) est une diplomate coréenne à Prague en République tchèque. Elle vient de se remettre d'une rupture qui s'est produite il y a cinq ans avec Ji Young-woo (Kim Min-joon), le fils d'un businessman coréen proéminent. Choi Sang-hyun (Kim Joo-hyuk) est un inspecteur qui se rend à Prague pour chercher son ex-petite amie Hye-joo (Yoon Se-ah). Hye-joo a quitté Sang-hyun par téléphone depuis Prague et Sang-hyun ne peut l'accepter.
Sang-hyun rencontre Jae-hee dans Prague et des quiproquos se créent. Finalement, les deux s'entraident et deviennent amis. Une fois revenus en Corée du Sud, leur amour éclot, mais leurs ex respectifs et leur statut social différent met leur relation à l'épreuve.

## Casting
- Jeon Do-yeon dans le rôle de Yoon Jae-hee

La fille du Président et diplomate. Elle est droite et enthousiaste vis-à-vis de sa profession. Après avoir passé le Civil Service Examination for Foreign Affairs, elle est envoyée à Paris où elle rencontre Young-woo avant de tomber amoureuse de lui.
- Kim Joo-hyuk dans le rôle de Choi Sang-hyun

Il est inspecteur. Il a décidé de devenir policier car aucun n'a pu l'aider à résoudre le délit de fuite qui a tué ses parents. Bien qu'il ait le sang chaud et qu'il ait tendance à foncer, il a un grand cœur. Il rencontre Hye-joo lorsqu'il résolvait un cambriolage et est tombé amoureux d'elle; il l'a aidé à financer ses études à Prague. Après que Jae-hee le quitte, il se rend à Prague pour la chercher. Ce sera là-bas qu'il retrouvera Jae-hee.
- Kim Min-joon dans le rôle de Ji Young-woo

Un procureur public et fils du président d'un conglomérat, qui a grandi dans le manque d'amour de sa famille. Ne voulant pas être dans l'ombre de son père, il a été diplômé en droit et a passé l'Examination judiciaire. Après avoir été dans les lumières, il part faire du backpacking à Prague afin de tout éviter. Il y rencontre Jae-hee et tombe amoureux d'elle. Cependant, ils se retrouvent séparés après l'interjection de son père. Quand ils se retrouvent, elle est déjà amoureuse de Sang-hyun.
- Yoon Se-ah dans le rôle de Kang Hye-joo

Une orpheline, qui paraît fragile mais qui est forte. Elle s'occupe d'enfants en maternelle depuis qu'elle est diplômée de la fac. Un jour, elle rencontre Sang-hyun et tombe amoureuse de lui. Elle se rend à Prague pour continuer ses études avec l'aide de Sang-hyun, mais tombe accidentellement enceinte. Sa tentative de se hisser au sommet mais en faisant les mauvais choix lui fera perdre Sang-hyun. Après avoir réalisé ses erreurs, elle veut se réconcilier avec lui.
- Lee Jung-gil dans le rôle de Yoon Jung-han
- Jang Keun-suk dans le rôle de Yoon Gun-hee
- Jung Dong-hwan dans le rôle de Ji Kyung-hwan (père de Young-woo)
- Ha Jung-woo dans le rôle de Ahn Dong-nam (garde du corps de Jae-hee)
- Yoon Young-joon dans le rôle de Suh Yoon-kyu
- Kim Seung-wook dans le rôle de Hwang Dal-ho (partenaire de Sang-hyun)
- Kim Na-woon dans le rôle de Shin Kwang-ja
- Andy dans le rôle de Ji Seung-woo (petit demi-frère de Young-woo)
- Kwak Ji-min dans le rôle de Jung Yeon-soo
- Park Jae-min dans le rôle de Mrs. Young
- Won Duk-hyun dans le rôle d'un étudiant
- Shim Eun-kyung dans le rôle d'un étudiant
- Hahm Eun-jung dans le rôle d'un étudiant

## Réception
L'audimat du drama était en moyenne de 26–27 % (31 % à son maximum), partiellement dû au retour de Jeon à la télévision après une pause de trois ans. Lors des SBS Drama Awards 2005, Jeon Do-yeon a reçu le Daesang ("grand prix"), et Kim Joo-hyuk a remporté le Top Excellence Award. Kim a également gagné le prix du Meilleur acteur TV lors des 42e Baeksang Arts Awards.

### Audimat
| Année   | Date         | Épisode | Corée du Sud | Séoul  |
| ------- | ------------ | ------- | ------------ | ------ |
| 2005    | 24 septembre | 1       | 20,7 %       | 22,6 % |
| 2005    | 25 septembre | 2       | 20,2 %       | 22,2 % |
| 2005    | 1er octobre  | 3       | 20,8 %       | 22,1 % |
| 2005    | 2 octobre    | 4       | 22,2 %       | 22,3 % |
| 2005    | 8 octobre    | 5       | 25,6 %       | 27,7 % |
| 2005    | 9 octobre    | 6       | 27,8 %       | 30,4 % |
| 2005    | 15 octobre   | 7       | 27,9 %       | 29,3 % |
| 2005    | 16 octobre   | 8       | 28,5 %       | 30,3 % |
| 2005    | 22 octobre   | 9       | 27,1 %       | 28,3 % |
| 2005    | 23 octobre   | 10      | 29,2 %       | 31,0 % |
| 2005    | 29 octobre   | 11      | 27,7 %       | 28,7 % |
| 2005    | 30 octobre   | 12      | 30,2 %       | 31,3 % |
| 2005    | 5 novembre   | 13      | 27,5 %       | 28,3 % |
| 2005    | 6 novembre   | 14      | 26,8 %       | 27,6 % |
| 2005    | 12 novembre  | 15      | 28,8 %       | 31,7 % |
| 2005    | 13 novembre  | 16      | 27,7 %       | 28,9 % |
| 2005    | 19 novembre  | 17      | 26,3 %       | 27,9 % |
| 2005    | 20 novembre  | 18      | 31,0 %       | 32,6 % |
| Moyenne | Moyenne      | Moyenne | 26,1 %       | 27,9 % |

Source: TNS Media Korea

### Récompenses et nominations
| Année | Cérémonie                | Catégorie                                               | Travail/Personne nommé(e) | Résultat   |
| ----- | ------------------------ | ------------------------------------------------------- | ------------------------- | ---------- |
| 2005  | SBS Drama Awards         | Grand Prix (Daesang)                                    | Jeon Do-yeon              | Lauréat    |
| 2005  | SBS Drama Awards         | Top Excellence Award, Acteur                            | Kim Joo-hyuk              | Lauréat    |
| 2005  | SBS Drama Awards         | Top Excellence Award, Actrice                           | Jeon Do-yeon              | Nomination |
| 2005  | SBS Drama Awards         | Excellence Award, Acteur dans un Special Planning Drama | Kim Joo-hyuk              | Nomination |
| 2005  | SBS Drama Awards         | Top 10 Stars                                            | Jeon Do-yeon              | Lauréat    |
| 2005  | SBS Drama Awards         | Top 10 Stars                                            | Kim Joo-hyuk              | Lauréat    |
| 2005  | SBS Drama Awards         | New Star Award                                          | Yoon Se-ah                | Lauréat    |
| 2006  | 42e Baeksang Arts Awards | Meilleur acteur (TV)                                    | Kim Joo-hyuk              | Lauréat    |